# Tetraleurodes caulicola
Tetraleurodes caulicola là một loài côn trùng cánh nửa trong họ Aleyrodidae, phân họ Aleyrodinae.
Tetraleurodes caulicola được Nakahara miêu tả khoa học đầu tiên năm 1995.